# Brusselse gewestverkiezingen 2014/Kandidatenlijst/Open Vld
Dit is de kandidatenlijst van Open Vld voor de Brusselse gewestverkiezingen van 2014. De verkozenen staan vetgedrukt.

## Effectieven
1. Guy Vanhengel
2. Els Ampe
3. Carla Dejonghe
4. Stefan Cornelis
5. Quentin Van Den Hove
6. Jan Gypers
7. Dominique De Backer
8. Valérie Libert
9. Ethel Savelkoul
10. Philippe Geelhand de Merxem
11. Sofie Temmerman
12. Tamara De Groof
13. Stefaan Van Hee
14. Mireille De Winter-Corteville
15. Wim Vanobberghen
16. Martine Raets
17. René Coppens

### Opvolgers
1. Khadija Zamouri
2. Herman Mennekens
3. Kurt Deswert
4. Melisa Uygun
5. Johan Basiliades
6. Arlette De Backer
7. Charly De Sneyder
8. Ilse Carlé
9. David Praet
10. Julien Meganck
11. Evelyn Govaert
12. Stefan De Latte
13. Hélène Meylemans
14. Dorien Robben
15. Ha To
16. Jean-Luc Vanraes